# Паніпатська битва (1761)
Паніпатська битва 1761 року або Третя паніпатська битва — битва, що відбулася між силами Імперії Маратха, що покладалася на французьку важку артилерію, та силами афганської Дурранійської імперії, що покладалася на важку кавалерію. Битва вважається найбільшою битвою у 18 столітті.
Як маратхи, так і афганці, намагалися захопити максимальну кількість земель занепалої Імперії Великих Моголів. У 1759 Ахмед-шаху Абдалі вдалося зібрати велику армію з пуштунів та белуджі й напасти на північно-західні райони Імперії великих Моголів. Маратхи під командуванням Садашіврао Бхау відповіли тим, що зібрали стотисячну армію, яка захопила могольську столицю Делі й продовжила рух на північ уздовж Ямуни, але була оточена афганськими силами біля Карнала і Кунжпури. Вирішальна битва тривала кілька днів. У ній взяли участь близько 125 тис. воїнів з обох боків. Великі взаємні жертви виникли вже починаючи з перестрілки перед битвою. В результаті битви перемогу отримали сили афганців, яким вдалося обійти маратхів з флангу. Втрати сторін точно невідомі, але оцінюються у 60-70 тисяч полеглих, а ще велика кількість була поранена або захоплена в полон. В результаті битви просування маратхів на північ припинилося.